# O império no qual o sol nunca se põe
A frase "o império no qual o sol nunca se põe" (em castelhano:  "el imperio donde nunca se pone el sol") foi usado para descrever certos impérios tão extensos que nele o Sol nunca se punha, quer dizer, era tão extenso que cobria uma parte enorme considerável da Terra.
O conceito de um império governando todas as terras onde o sol brilha remonta aos antigos egípcios, mesopotâmicos, persas e romanos. Em sua forma moderna, foi usado pela primeira vez para o Império Habsburgo de Carlos V, que, como duque da Borgonha, rei da Espanha, arquiduque da Áustria e imperador do Sacro Império Romano, tentou construir uma monarquia universal. O termo foi então usado para o Império Espanhol de Filipe II de Espanha e seus sucessores quando o império atingiu um tamanho territorial global, particularmente nos séculos XVI, XVII e XVIII. Foi usado para o Império Britânico, principalmente no século XIX e início do século XX, período em que atingiu uma dimensão territorial global. No século XX a frase às vezes foi adaptada para se referir ao alcance global do poder americano.

## Precursores antigos
Georg Büchmann remonta a idéia a um discurso nas Histórias de Heródoto, feito por Xerxes I antes de invadir a Grécia: 
"Vamos estender o território persa até onde o céu de Deus alcança. O sol então brilhará em nenhuma terra além de nossas fronteiras."
Um conceito semelhante no Antigo Testamento pode ser anterior a Heródoto e Xerxes I, onde o Salmo 72:8 fala do Rei messiânico: "Ele terá domínio também de mar a mar, e desde o rio até os confins da terra"  para "enquanto durar o sol e a lua, por todas as gerações" Sl 72:5. Este conceito existia no Antigo Oriente Próximo antes do Antigo Testamento. A História de Sinuhe (século XIX a.C.) anuncia que o rei egípcio governa "tudo o que o sol circunda".  Textos mesopotâmicos contemporâneos de Sargão de Akkad (c. 2334 – 2279 a.C.) proclamam que este rei governou "todas as terras do nascer ao pôr do sol". O Império Romano também foi descrito na literatura latina clássica como se estendendo "do nascer ao pôr do sol".

## Império Habsburgo de Carlos V

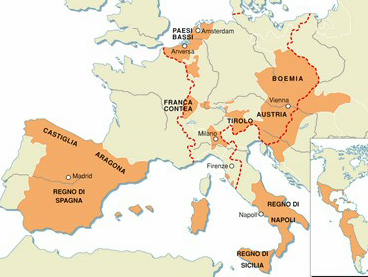
Império de Carlos V

Os domínios de Carlos V na Europa e nas Américas foram a primeira coleção de reinos a ser chamada de o "império em que o sol nunca se põe".
Carlos V da Casa de Habsburgo controlava em união pessoal uma monarquia composta que incluía o Sacro Império Romano-Germânico que se estendia da Alemanha ao norte da Itália com governo direto sobre os Países Baixos e a Áustria, e a Espanha com seus reinos italianos do sul da Sicília, Sardenha e Nápoles . Além disso, ele supervisionou tanto a continuação da longa colonização espanhola das Américas quanto a curta colonização alemã das Américas. Este império foi o primeiro referido como o "império em que o sol nunca se põe" por vários autores durante a vida de Charles.
Carlos nasceu em 1500 na região flamenga dos Países Baixos, na atual Bélgica , então parte da Holanda dos Habsburgos, de Joana, a Louca (filha de Isabel de Castela e Fernando de Aragão ) e Filipe, o Belo (filho de Maria de Borgonha e Maximiliano I, Sacro Imperador Romano ). Ele herdou sua terra natal de seu pai como Duque de Borgonha em 1506, tornou-se jure matris rei de Castela e Aragão em 1516, e foi eleito Sacro Imperador Romanoem 1519. Como governante de Castela e Aragão, ele foi referido como rei da Espanha, enquanto sua mãe e co-monarca nominal, a rainha Joana, foi confinada em Tordesilhas (falecida em 1555). Como Sacro Imperador Romano, ele foi coroado Rei da Alemanha e Rei da Itália. Ele também usou o título de Rei das Índias (um termo então usado para descrever grandes partes das Américas).
Como duque da Borgonha e governante dos Países Baixos, ele estabeleceu as Dezessete Províncias e fez do palácio de Coudenberg em Bruxelas uma de suas principais residências: lá, ele atingiu a maioridade em 1515 e anunciou sua abdicação em 1555. Como governante da Espanha, ele herdou as posses da Coroa de Aragão no sul da Itália e ratificou as conquistas dos conquistadores castelhanos: Hernán Cortés anexou os astecas e subjugou a América Central após a queda de Tenochtitlan e Francisco Pizarro derrotou os incas e estendeu o domínio colonial ao sul América seguindo a Batalha de Cajamarca.
Como Sacro Imperador Romano, ele conseguiu defender seus territórios alemães na Áustria dos otomanos de Solimão, o magnífico (Cerco de Viena) e seus territórios italianos no Ducado de Milão dos franceses de Francisco I (Batalha de Pav). Para conseguir para financiar as guerras contra os otomanos - As Guerras dos Habsburgos e as Guerras Italianas - seu Império fez grande uso do ouro e da prata vindos das Américas. Este fluxo de metais preciosos, no entanto, foi também a causa da inflação generalizada.
 Carlos V ratificou também a colonização alemã das Américas e financiou a expedição do explorador Magalhães ao redor do globo.  Incapaz de criar uma monarquia universal e resistir à ascensão do protestantismo, Carlos V anunciou sua renúncia. Sua abdicação dividiu seus territórios entre seu filho Filipe II da Espanha , que tomou os territórios coloniais, e seu irmão Fernando da Áustria, Boêmia e Hungria, que tomou o Sacro Império Romano. A Holanda dos Habsburgos e o Ducado de Milão continuaram a fazer parte do Sacro Império Romano, mas também foram deixados em união pessoal com o rei da Espanha.

## Império Espanhol

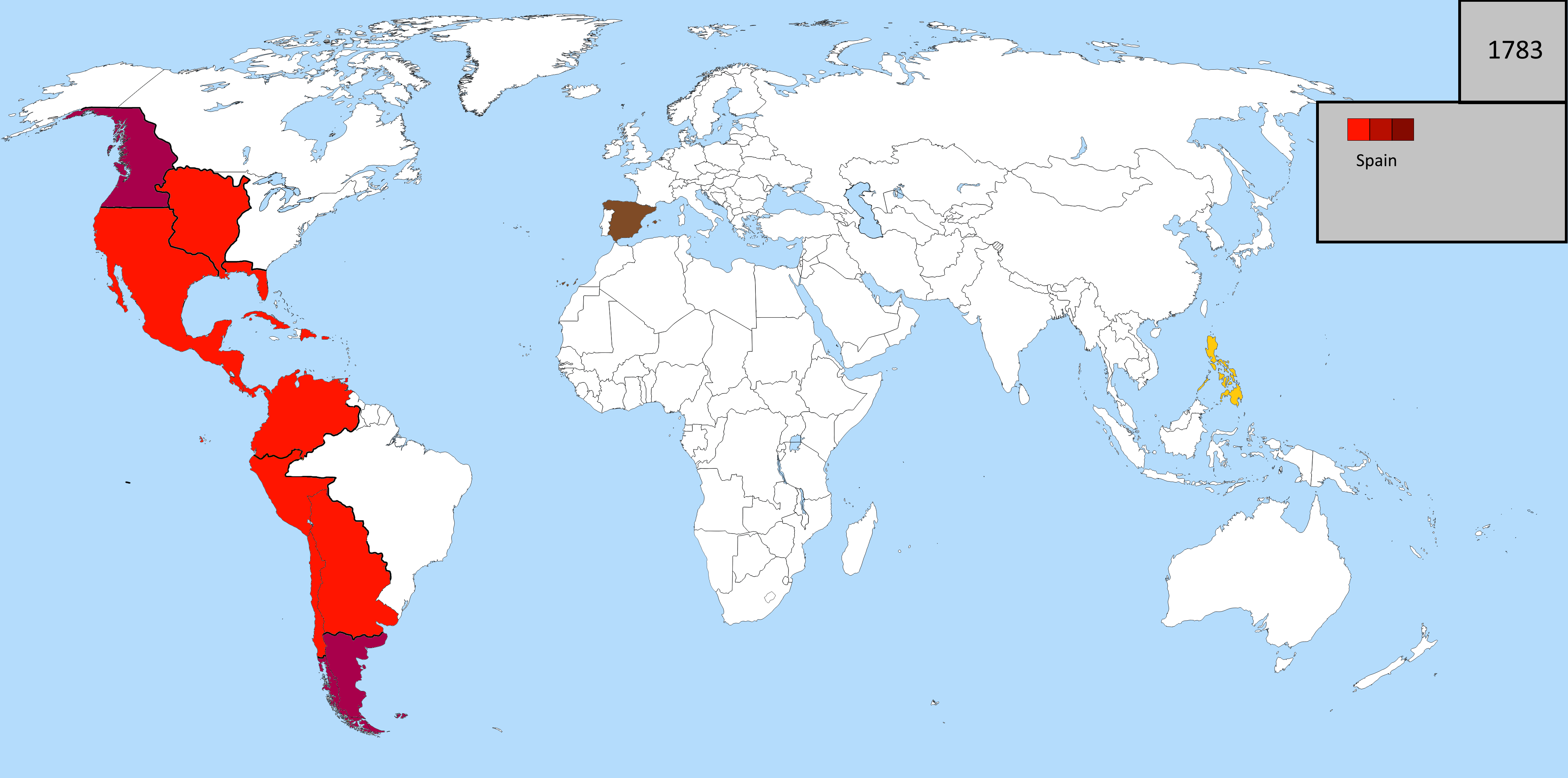
Império Espanhol em sua maior extensão (1783)

O filho de Carlos, Filipe II de Espanha , fez da Espanha (sua terra natal) a metrópole dos territórios que herdou. Em particular, ele colocou o Conselho de Castela, o Conselho de Aragão, o Conselho da Itália, o Conselho de Flandres e o Conselho das Índias em Madrid.  Ele acrescentou as Filipinas (em sua homenagem) aos seus territórios coloniais. Quando o rei Henrique de Portugal morreu, Filipe II pressionou sua reivindicação ao trono português e foi reconhecido como Filipe I de Portugal em 1581. O Império Português, agora governado por Filipe, incluía territórios nas Américas, no Norte e na África Subsaariana, em todos os subcontinentes asiáticos e ilhas nos oceanos Atlântico, Índico e Pacífico.
Em 1585 Giovanni Battista Guarini escreveu o livro "Il pastor fido" para marcar o casamento de Catarina Michelle, filha de Filipe II, com Carlos Emanuel I, duque de Saboia. A dedicatória de Guarini dizia: " Filha, do Monarca onde, Nunca se Escurece, o Sol nunca se põe".
No início do século XVII, a frase era familiar a John Smith  e a Francis Bacon , que escreve: "tanto as Índias Orientais como as Índias Ocidentais encontrando-se na coroa da Espanha, aconteceu que, como um diz com uma expressão corajosa, o sol nunca se põe nos domínios espanhóis, mas sempre brilha sobre uma ou outra parte deles: o que, para dizer a verdade, é um raio de glória [...]".  Thomas Urquhart escreveu sobre "aquele grande Don Philippe, Tetrarca do mundo, sobre cujos súditos o sol nunca se põe".
Na peça Don Carlos de 1787 do dramaturgo alemão Friedrich Schiller, o pai de Don Carlos, Filipe II, diz: "Meu nome é / O homem mais rico do mundo batizado; / O sol nunca se põe em meu estado". ("Eu sou chamado / O monarca mais rico do mundo cristão; / O sol em meu domínio nunca se põe.") 
Joseph Fouché lembrou Napoleão dizendo antes da Guerra Peninsular : "Refletem que o sol nunca se põe na imensa herança de Carlos V, e que terei o império dos dois mundos".  Isto foi citado em Vida de Napoleão de Walter Scott.  Foi alegado que o emblema de Luís XIV da França do "Rei Sol" e o lema associado, " Nec pluribus impar ", foram baseados no emblema solar e no lema de Filipe II.

## Império Britânico

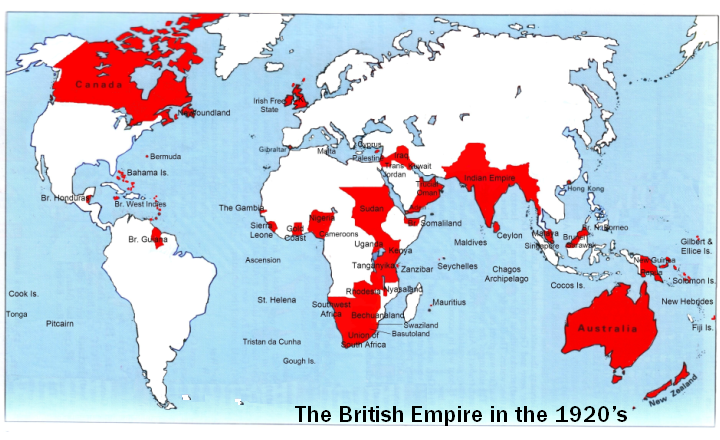
O Império Britânico em 1920

No século XIX, tornou-se popular aplicar a frase "império onde o sol nunca se põe" ao Império Britânico. Foi uma época em que os mapas do mundo britânico mostravam o Império em vermelho e rosa para destacar o poder imperial britânico que abrange o globo. O autor escocês, John Wilson , escrevendo como "Christopher North" na na Revista Blackwood em 1829, às vezes é creditado como o criador do termo. No entanto, George Macartney escreveu em 1773, na esteira da expansão territorial que se seguiu à vitória da Grã-Bretanha na Guerra dos Sete Anos , sobre "este vasto império no qual o sol nunca se põe, e cujos limites a natureza ainda não determinou”.
Em um discurso em 31 de julho de 1827, o Reverendo R.P. Buddicom disse: "Foi dito que o sol nunca se punha na bandeira britânica; certamente era um velho ditado, na época de Ricardo II e não era tão aplicável então como no momento”.  Em 1821, o Caledonian Mercury escreveu sobre o Império Britânico: "Em seus domínios o sol nunca se põe; antes que seus raios noturnos deixem as torres de Quebec, seus raios matinais brilharam três horas em Port Jackson , e enquanto afundavam do águas do Lago Superior, seus olhos se abrem sobre a Foz do Ganges ."
Daniel Webster expressou uma ideia semelhante em 1834: "Um poder que se espalhou sobre a superfície de todo o globo com suas posses e postos militares, cujo tambor matinal, seguindo o sol e acompanhando as horas, circunda a terra com um contínuo e tensão ininterrupta dos ares marciais da Inglaterra."  Em 1839, Sir Henry Ward disse na Câmara dos Comuns : "Olhe para o império colonial britânico - o império mais magnífico que o mundo já viu. Os antigos espanhóis se gabam de que o sol nunca se pôs em seus domínios, foi mais verdadeiramente realizado entre nós."  Em 1861, Lord Salisbury queixou-se que os £ 1,5 milhão gastos na defesa colonial pela Grã-Bretanha apenas permitiram à nação "fornecer uma variedade agradável de estações para nossos soldados e se entregar ao sentimento de que o sol nunca se põe em nosso Império".
Uma tréplica, variadamente atribuída a um nacionalista indiano sem nome ou a John Duncan Spaeth, é executada em uma variante: "O sol nunca se põe no Império Britânico, porque nem Deus pode confiar nos ingleses no escuro".

## Estados Unidos

Países com bases militares norte-americanas (2016)

A partir de meados do século XIX, a imagem do sol nunca se pondo pode ser encontrada aplicada à cultura anglófona, incluindo explicitamente tanto o Império Britânico quanto os Estados Unidos, por exemplo, em um discurso de Alexander Campbell em 1852: "Para a Grã-Bretanha e a América, Deus concedeu a posse do novo mundo; e porque o sol nunca se põe sobre nossa religião, nossa língua e nossas artes...".
No final do século, a frase também estava sendo aplicada apenas aos Estados Unidos. Um artigo de revista de 1897 intitulado "A Maior Nação da Terra" se gabava: "[O] sol nunca se põe no Tio Sam ".  Em 1906, William Jennings Bryan escreveu: "Se não podemos nos gabar de que o sol nunca se põe em território americano, podemos encontrar satisfação no fato de que o sol nunca se põe na filantropia americana";  depois disso, o The New York Times recebeu cartas tentando refutar sua pressuposição.  No decorrer do século XX a metáfora do "sol nunca se põe" foi usada sistematicamente, juntamente com alusões ao império, como Pax Americana, na retórica da política externa dos EUA. Uma discussão de livro de história de 1991 sobre a expansão dos EUA afirma: "Hoje ... o sol nunca se põe em território americano, propriedades pertencentes ao governo dos EUA e seus cidadãos, forças armadas americanas no exterior ou países que conduzem seus negócios dentro de limites amplamente definido pelo poder americano."
Embora a maioria desses sentimentos tenha um toque patriótico, a frase às vezes é usada criticamente com a implicação do imperialismo americano, como no título do livro de Joseph Gerson, "The Sun Never Sets: Confronting the Network of Foreign US Military Bases" ("O sol nunca se põe: confrontando a rede de bases militares estrangeiras dos EUA").